# Wilhelm Silberschmidt
Wilhelm Silberschmidt (* 18. Juli 1862 in Würzburg; † 6. März 1939 in München) war ein deutscher Jurist.

## Leben

### Herkunft
Wilhelm Silberschmidt war ein Sohn des Würzburger Mediziners Hirsch Silberschmidt (1831–1884) und seiner Frau Doris, geb. Epstein (1844–1915).

### Werdegang
Wilhelm Silberschmidt besuchte das Wirsberg-Gymnasium in Würzburg und studierte an der Julius-Maximilians-Universität Würzburg. Seit 1879 gehörte er der Burschenschaft Germania Würzburg an. In Würzburg promovierte er 1884 mit dem Thema Die Commenda in ihrer fruehesten Entwicklung bis zum 13. Jahrhundert und legte 1886 seine juristische Staatsprüfung ab.
Ein Jahr später wurde er III. Staatsanwalt in Aschaffenburg. Ab 1889 war er Amtsrichter, bis 1891 in Hof und dann bis 1894 in Nürnberg. Anschließend wurde er hier II. Staatsanwalt und blieb dies bis 1897. Bis 1904 war er Landgerichtsrat in Aschaffenburg und ging dann nach Zweibrücken. Hier war er bis 1907 Staatsanwalt und war bis 1916 Oberlandesgerichtsrat. Am 7. Februar 1916 zog er, er blieb dort Oberlandesgerichtsrat, nach München und wohnte hier ab 27. März 1916 in der Isabellastraße 22/II.
Seit 1918, er war bereits Privatdozent gewesen, war er Honorarprofessor an der juristischen Fakultät der Ludwig-Maximilians-Universität in München. Am 1. Mai 1919 wurde er zum Rat des Bayerischen Obersten Landgerichts berufen. Er war langjähriger Vorsitzender der Tagung des Verbands Bayerischer Israelitischer Gemeinden und in Ausschüssen der Israelitischen Kultusgemeinde tätig.
Nach seiner Ernennung zum Geheimen Justizrat ließ er sich im Sommer 1928 in den Ruhestand versetzen. Nach Beginn der Zeit des Nationalsozialismus wurde er im Mai 1933 mit einem Vorlesungsverbot belegt und im Juni des gleichen Jahres wurde ihm seine Lehrbefugnis entzogen.
Am 12. Juli 1937 zog er aus der Isabellastraße in die Bauerstraße 26/0.
Wilhelm Silberschmidt starb 1939 aufgrund fortwährender Lähmung. Er galt als Fachmann für Arbeitsrecht und veröffentlichte zu diesem Thema.

### Familie
Am 7. September 1891 heiratete er in Heidingsfeld Ida Silberschmidt (* 1870). Seine Frau entstammte einer französisch-schweizerischen Fabrikantenfamilie Silberschmidt. Das Paar hatte fünf Kinder:
1. Rosa (* 1892): promovierte Studienrätin, 1933 aus dem Schuldienst entlassen, wurde Anfang April 1942 aus München gemeinsam mit ihrem Bruder Hans nach Piaski deportiert und wurde dort ermordet
2. Hans (* 1895): promovierter Jurist, Rechtsanwalt in München und nach dem Entzug seiner Zulassung bis Februar 1939 Konsulent wurde Anfang April 1942 aus München[3] gemeinsam mit seiner Schwester Rosa nach Piaski deportiert und wurde dort ermordet
3. Friedrich Maximilian (1897)
4. Benno Daniel (1899–1988): promovierter Jurist und Amtsrichter in Ingolstadt, 1935 aus dem Justizdienst entlassen, emigrierte 1939 nach São Paulo und kehrte 1954 nach München zurück
5. Karl Martin (1903–1973): promovierter Botaniker, emigrierte 1939 nach São Paulo, wo er bis zu seinem Tode wohnte

Seine Frau Ida wurde Ende Juli 1942 nach Theresienstadt deportiert, wo sie am 7. April 1943 starb.

## Schriften (Auswahl)
- Die Commenda in ihrer frühesten Entwicklung bis zum 13. Jahrhundert. Ein Beitrag zur Geschichte der Commandit- und der stillen Gesellschaft. Würzburg 1884. archive.org
- Die Entstehung des deutschen Handelsgerichts. Nach archivalischen Quellen dargestellt. Leipzig 1894.
- Die deutsche Sondergerichtsbarkeit in Handels- und Gewerbesachen insbesondere seit der französischen Revolution. Ein Beitrag zur Frage der Laiengerichte. Stuttgart 1904.
- Die deutsche Rechtseinheit: Untersuchungen zur Gerichtsverfassung. Rothschild, 1911.
- Die Regelung des pfälzischen Bergwesens. Nach archivalischen Quellen dargestellt. Leipzig 1913.
- Das deutsche Arbeitsrecht: Das deutsche Arbeitsrecht im engeren Sinne. Schweitzer, Band 1 und Band 2, 1929.